# Кайуа, Роже
Роже́ Кайуа́ или Кайюа (фр. Roger Caillois, 3 марта 1913, Реймс — 21 декабря 1978, Париж) — французский писатель, эссеист, философ, социолог. В начале 30-х годов XX века — сюрреалист, затем соратник Жоржа Батая и Мишеля Лейриса по «Коллежу социологии», основатель международного журнала по общественным наукам «Диоген».
Написал ряд книг по культурной антропологии, исследуя в них структуры воображения, массовые представления и ритуальные практики, возводя их к первичным константам человеческого и даже животного поведения. Внёс вклад в современную теорию сакрального, проявления которого он обнаруживает не только в древней, но и в современной цивилизации, в столь разнообразных социальных феноменах, как игра или тотальная война.

## Биография
Родился в семье служащего. В годы Первой мировой войны отец Кайуа был призван в армию, а семья была вынуждена покинуть оккупированный немцами Реймс. После войны семья возвращается в родной город. В 1929 году отец философа получает место в Париже, где Кайуа окончил лицей Людовика Великого, а в 1933 году поступает в Эколь Нормаль, и одновременно — на отделение религиоведения Высшей школы практических исследований, где посещает лекции Ж. Дюмезиля, А. Кожева, М. Мосса. В это время Кайуа всецело погружается в интеллектуальную атмосферу тогдашнего Парижа, знакомится, а позже порывает с движением сюрреализма. В середине 1930-х годов начинается его длительное знакомство с философом Ж. Батаем. В 1937 году вместе с ним, а также М. Лейрисом основывает «Коллеж социологии».
Годы Второй мировой войны Кайуа проводит в Южной Америке, куда в 1941 году прибывает и его подруга Иветт Бийо, с которой он там же сочетается браком. Брак распадется после войны.
В 1957 году женится вторым браком на А. Вихровой.
В 1967 году Кайуа получает пост руководителя отдела культурного развития ЮНЕСКО.
4 января 1971 года Кайуа избирается членом Французской академии. 1970-е годы также плодотворны для Кайуа-эссеиста, в сентябре 1978 года писатель удостаивается Национального Гран-при в области литературы.
Роже Кайуа похоронен на Монпарнасском кладбище в Париже.

## Научные труды
В середине 1930-х годов Кайуа начинает активно публиковаться, его лекции и статьи вызывают жаркую полемику, сам автор обвиняется в проповеди фашизма. Сам Кайуа публично заявляет, что, как и ранее, находится на коммунистических позициях. В 1939 году Кайуа знакомится с аргентинской издательницей Викторией Окампо, знакомой Х. Л. Борхеса. По её приглашению Кайуа прибывает летом того же года в Буэнос-Айрес, где читает лекции, посвященные проблемам изучения мифа и сакрального.
В 1945 году Кайуа возвращается во Францию, где занимается преимущественно издательской работой. С 1948 года работает в системе ЮНЕСКО, где, в частности, занят в программе переводов южноамериканской литературы на европейские языки. В частности, под его редакцией выходят первые в Европе переводы рассказов Х. Л. Борхеса.
В 1950—1960-е годы Кайуа активно публикуется и много работает в программах международного культурного сотрудничества. В 1953 году создаёт международный научный журнал «Диоген».

В 1958 году выходит книга «Игры и люди» (фр. Les jeux et les hommes) о концепции игры. 
В этой работе Кайуа рассматривает игру как культурообразующий феномен и анализирует природные мотивы, побуждающие человека к игре. Он даёт определение феномену игры и разрабатывает её классификацию.

## Произведения, переведённые на русский язык
- Кайуа Р. Миф и человек. Человек и сакральное. — М.: ОГИ, 2003.
  - Богомол. С. 52-82.
  - Мимикрия С. 83-104.
- Кайуа Р. Чары и проблемы снов // Иностранная литература. — 2003. — № 12.
- Кайуа Р. Социология палача // Коллеж социологии. — СПб.: Наука, 2004. — С. 355, 360-371.
- Кайуа Р. Жизнь среди восстановленных развалин. Из книги «Сопричастность сильных» // Дружба Народов : (Перевод С. Зенкина). — 2005. — № 4.
- Кайуа Р. В глубь фантастического. — СПб.: Издательство Ивана Лимбаха, 2006.
- Кайуа Р. Игры и люди; Статьи и эссе по социологии культуры / Сост., пер. с фр. и вступ. ст. С. Н. Зенкина. — М.: ОГИ, 2007.
  - Дух сект С. 252—290
- Кайуа Р. Ной // «Рукопись, зарытая в саду Эдема»: сб / пер. Б. Вайман. — Л.: Лениздат, 1989. — С. 426—437.
- Кайуа Р. Понтий Пилат = Ponce Pilate, (na) Paris, Editions Gallimard, 1960.
  - Кайуа Р. Понтий Пилат // Наука и религия. — 1968. — № 8. — С. 51—61.
  - Кайуа Р. Понтий Пилат // Наука и религия : сокр. пер. Л. Зонина. — № 9. — С. 60—68.
  - Понтий Пилат // «Рукопись, зарытая в саду Эдема»: сб / пер. Л. Зонина. — Л.: Лениздат, 1989. — С. 378—426.